# Alfonsiella michaloudi
Alfonsiella michaloudi är en stekelart som beskrevs av Wiebes 1988. Alfonsiella michaloudi ingår i släktet Alfonsiella och familjen fikonsteklar.
Artens utbredningsområde är Gabon. Inga underarter finns listade i Catalogue of Life.